# فهرست اصطلاحات بی‌دی‌اس‌ام
این فهرست اصطلاحات بی‌دی‌اس‌ام (به انگلیسی: Glossary of BDSM) اصطلاحاتی را که معمولاً در جامعه بی‌دی‌اس‌ام استفاده می‌شود را تعریف می‌کند. برای اشاره به فعالیت‌های بی‌دی‌اس‌ام از واژه بازی استفاده می‌شود.

## ریشه‌شناسی
اصطلاح بی‌دی‌اس‌ام تکواژی چندوجهی از واژه‌هایی است که شامل همه فعالیت‌های زیر است:
- بانداج و بازی نظم‌دهی (B&D یا B / D)
- تسلط و تسلیم (D&S یا D / s) (شامل سناریوهای نقش آفرینی «ارباب و برده» و ساختارهای روابط جاری)
- سادیسم و مازوخیسم (S&M یا S / M)

| SM                                    | DS                                   | BD                                                       |
| ------------------------------------- | ------------------------------------ | -------------------------------------------------------- |
| Sadism & Masochism                    | Domination & Submission              | Bondage & Discipline                                     |
| سادیسم و مازوخیسم                     | سلطه‌گری و سلطه‌پذیری                  | باندج و نظم دهی                                          |
| Top/Dominant                          | Bottom/Submissive                    | Switch                                                   |
| غالب (فاعل)/سلطه‌گر                    | مغلوب (مفعول)/سلطه‌پذیر               | سویچ                                                     |
| علاقه به آزار دادن یا تحقیر کردن دارد | علاقه به آزار دیدن یا تحقیر شدن دارد | هم می‌تواند در مقام سلطه‌گر باشد، هم می‌تواند سلطه‌پذیر باشد |

## اصطلاحات

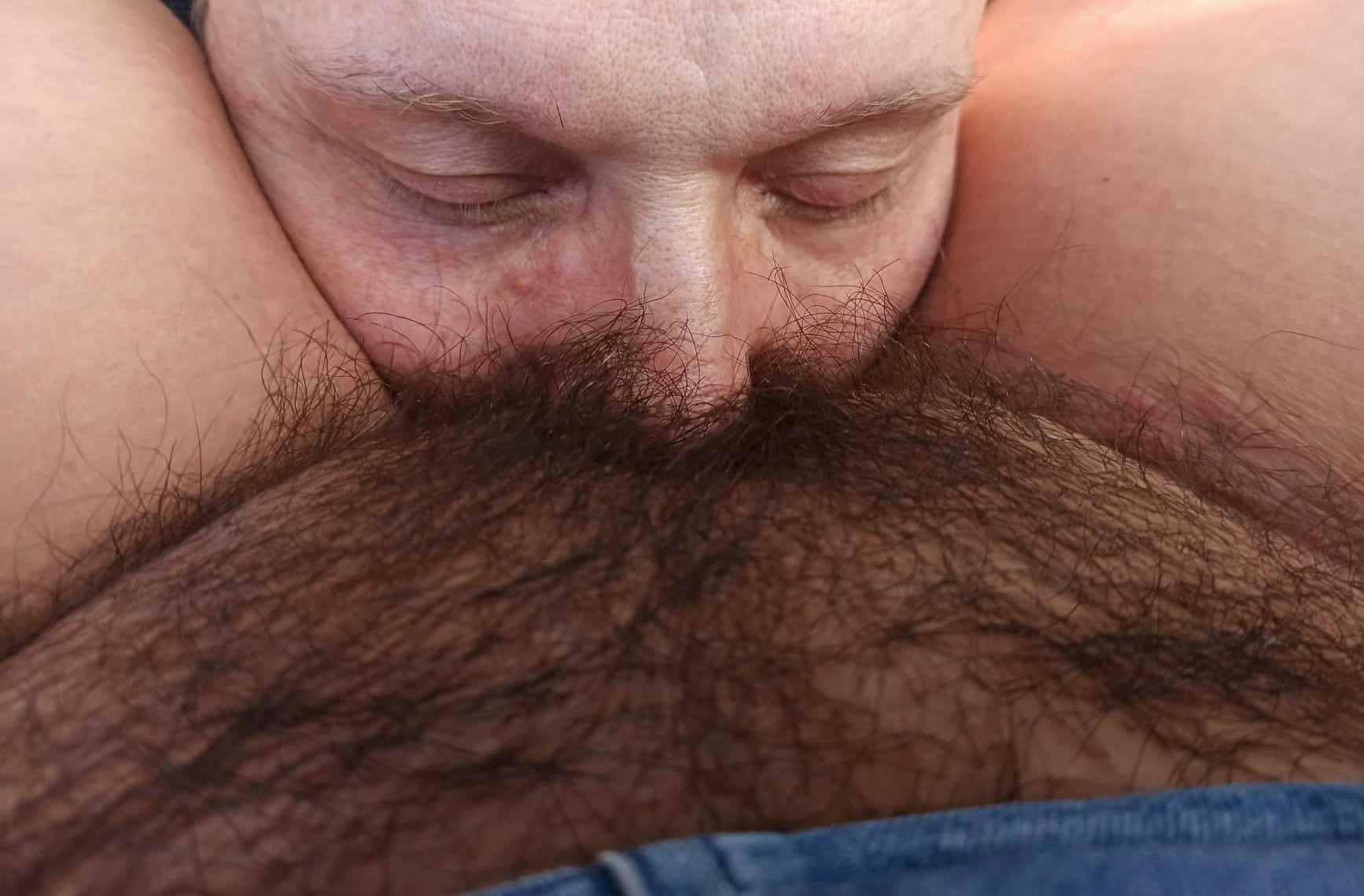
صورت‌نشینی

درکونی جنسی: عمل درکونی زدن شخص دیگری برای تحریک یا ارضای جنسی یکی از طرفین یا هر دو طرف.
۲۴/۷: ۲۴ اشاره‌کننده به بیست‌چهار ساعت شبانه روز و عدد ۷ اشاره دارد به هفت روز هفته، بدین معنی که برده باید در تمام ساعات از هفت روز هفته در خدمت اربابش باشد.
لیتل مامی/ددی: گونه ای از سن بازی
فتشیسیم: داشتن میل جنسی شدید نسبت به یک شیء یا اعضای خاصی از بدن.
پاکدامنی: محدود کردن فرد برای جلوگیری از رسیدن به اوج لذت جنسی.
فلک کردن: شلاق در پای فرد سلطه‌پذیر، معمولاً تحت شرایطی که فرد بسته شده‌است.
صورت‌نشینی سلطه‌گری که روی صورت برده نشسته‌است. گاهی برای استفاده بهتر و شدید از مدفوع ملکه یا اسمودرباکس استفاده می‌شود.
دامیننت: فردی که اعمال بی‌دی‌اس‌ام را از منظر یک سلطه‌گر انجام می‌دهد.
ساب: فردی که اعمال و بازی‌ها روی او پیاده می‌شود.
سوییچ: فردی که تمایل دارد تا هر دو نقش فاعلی و مفعولی را ایفا کند.
میسترس/مستر: نقش سلطه‌گر (غالب) در رابطه بی‌دی‌اس‌ام
اسلیو/ساب: نقش سلطه‌پذیر (مغلوب) در رابطه بی‌دی‌اس‌ام
پگینگ: فروکردن در مقعد سلطه‌پذیر
فیستینگ: فروکردن دست یا انگشت در مقعد
قلاده (بی‌دی‌اس‌ام): وسیله ای برای بازی مانند حیوان خانگی
سلطه‌گری مالی (فیندام): نوعی فعالیت غیرجنسی که فرد ساب بدون توقع ارتباط جنسی و عاطفی اموال و پول خود را به فرد مستر/میسترس اعطا می‌کند.